# Шарпантье, Жермен
Жермен Шарпантье (фр. Germain Charpentier; 1771—1860) — французский военный деятель, полковник (1806 год), барон (1809 год), участник революционных и наполеоновских войн.

## Биография
Вступил на службу в 1792 году в 8-й конно-егерский полк младшим лейтенантом. С 1792 по 1795 годы воевал в составе Рейнской армии, был ранен в голову ударом сабли 1 мая 1793 года у Фадагенштайна, около Майнца.
19 августа 1795 года стал адъютантом генерала Бурсье в составе Рейнско-Мозельской армии. 24 декабря 1795 года — лейтенант, сражался при Фрессинге, капитан — 15 апреля 1797 года.
26 апреля 1798 года переведён в 8-й конно-егерский полк в Майнцской армии, 5 октября 1799 года — командир эскадрона. Затем служил в Рейнской армии и в Армии Берегов Океана.
12 августа 1805 года зачислен в полк конных егерей Императорской гвардии, участвовал в Австрийской кампании, был ранен пулей в голову при Аустерлице. 14 августа 1806 года возглавил 3-й конно-егерский полк. Служил в Итальянской, затем в Далматской армии. Весной 1807 года полк прибыл в Польшу, и в мае, после взятия Данцига был включён в состав бригады Пажоля лёгкой кавалерийской дивизии Лассаля.
Во второй Австрийской кампании его полк входил в состав 4-го корпуса Армии Германии. Он получил удар саблей в голову 23 апреля в сражении при Браунау, и две пулевые раны в правую руку 21 мая при переходе через Дунай у Асперна.
Испытывая серьёзные трудности после ранения в руку, был вынужден выйти в отставку 24 мая 1811 года. После чего вернулся на родину в Эльзас, и жил до конца жизни в Страсбурге.

## Воинские звания
- Младший лейтенант (1 мая 1792 года);
- Лейтенант (24 декабря 1795 года);
- Капитан (15 апреля 1797 года);
- Командир эскадрона (5 октября 1799 года);
- Командир эскадрона гвардии (12 августа 1805 года);
- Полковник (14 августа 1806 года).

## Титулы
- Барон Шарпантье и Империи (фр. baron Charpentier et de l'Empire; декрет от 19 марта 1808 года, патент подтверждён 25 марта 1809 года).

## Награды
Легионер ордена Почётного легиона (14 июня 1804 года)
 Офицер ордена Почётного легиона (14 марта 1806 года)